# Nike cieszyńska
Pomnik Ku Czci Legionistów Śląskich Poległych za Polskę – pomnik w Cieszynie upamiętniający poległych legionistów śląskich, zwany potocznie „cieszyńską Nike” lub „Ślązaczką", pierwotnie autorstwa Jana Raszki stojący w latach 1934–1939, zrekonstruowany w 2005.

## Nazwa oraz dedykacja
Pomnik znany jest pod oficjalną nazwą „Pomnik Ku Czci Legionistów Śląskich Poległych za Polskę” oraz potocznie jako „Cieszyńska Nike” lub „pomnik Ślązaczki”. Określenie potoczne nawiązuje do mitologicznej Nike lub „Ślązaczki” ze względu na ludowy strój cieszyński, w który ubrana jest kobieca postać na pomniku.
Monument poświęcony jest zawiązanemu w Cieszynie 8 sierpnia 1914 roku Legionowi Śląskiemu, zwanemu także Cieszyńskim. Tworzyło go ok. 600 ochotników ze Śląska Cieszyńskiego oraz Pogranicza Morawskiego. Legion został włączony do Legionu Wschodniego. Jako część II Brygady Legionów pod dowództwem gen. Józefa Hallera uczestniczył we wszystkich kampaniach wojennych w Karpatach i Besarbii, na Bukowinie i Wołyniu.

## Opis
Autorem pomnika jest jeden z weteranów legionistów śląskich – rzeźbiarz Jan Raszka z Ropicy. Pomnik wykonany został z brązu oraz granitu i składa się z postaci Nike cieszyńskiej umieszczonej na wysokim postumencie oraz pamiątkowych tablic upamiętniających szlak bojowy Legionu śląskiego. U stóp pomnika umieszczono dwie tablice upamiętniające szarżę piechoty pod dowództwem por. Jana Łyska, oraz jego wiersz o brzmieniu:
„Wyszliście na zwycięstwa zew, wy – śląskiej ziemi pancerz nasz, polskiego ludu łzy i krew, wy – śląska straż” - Jan Łysek.
Na szesnastu kartuszach umieszczonych u stóp cokołu zapisano nazwy miejscowości na Kresach Wschodnich, gdzie walczył Legion Śląski. Cztery kartusze zadedykowano również polskim żołnierzom, którzy polegli podczas wojny polsko-czechosłowackiej w latach 1919–1920. Znalazły się tam nazwy miejscowości Śląska Cieszyńskiego, w których stoczono ważniejsze potyczki z Czechami podczas tego konfliktu: Bystrzyca, Karwina, Bogumin i Skoczów.

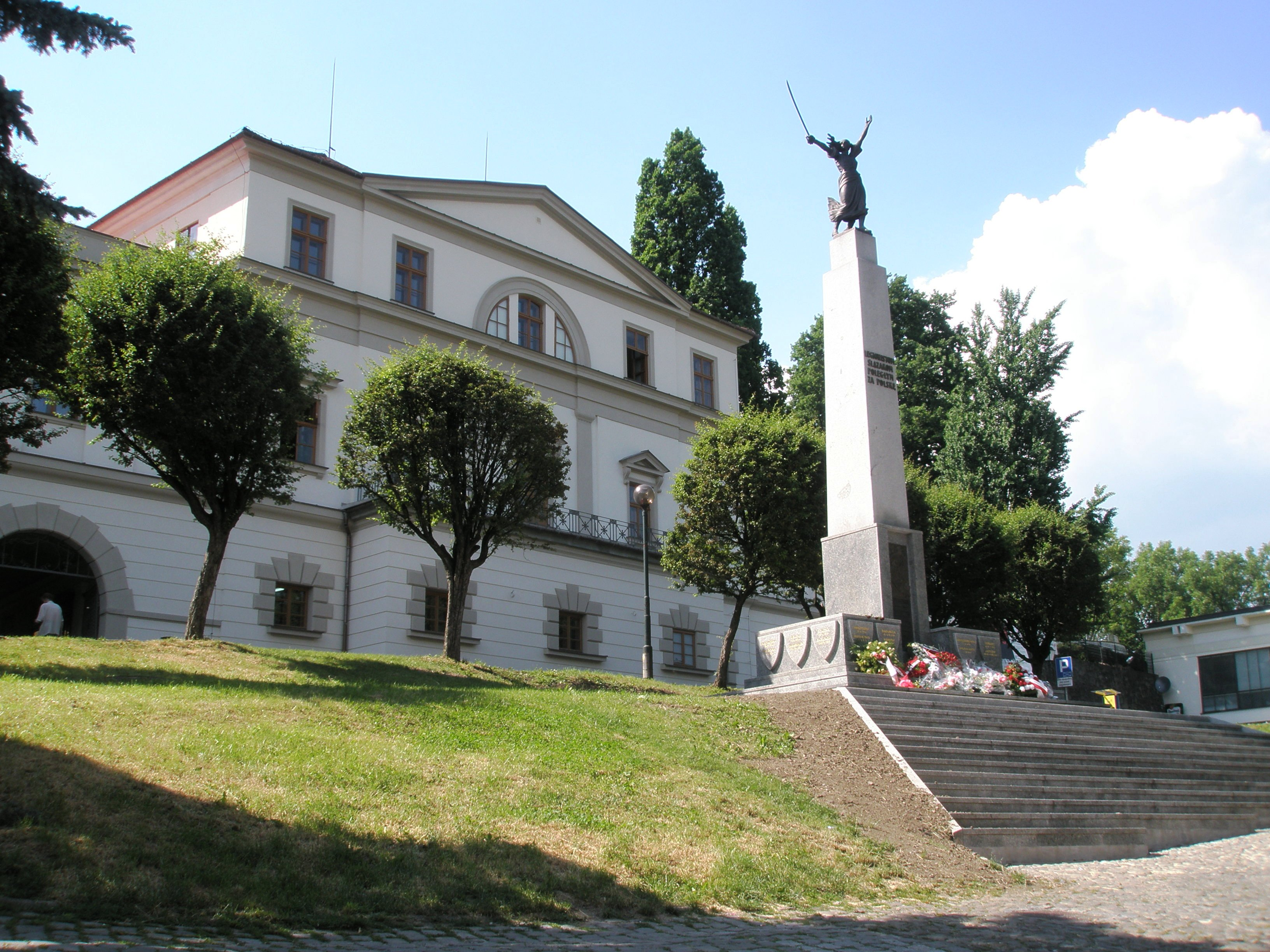
Pomnik ku czci legionistów śląskich poległych za Polskę w Cieszynie
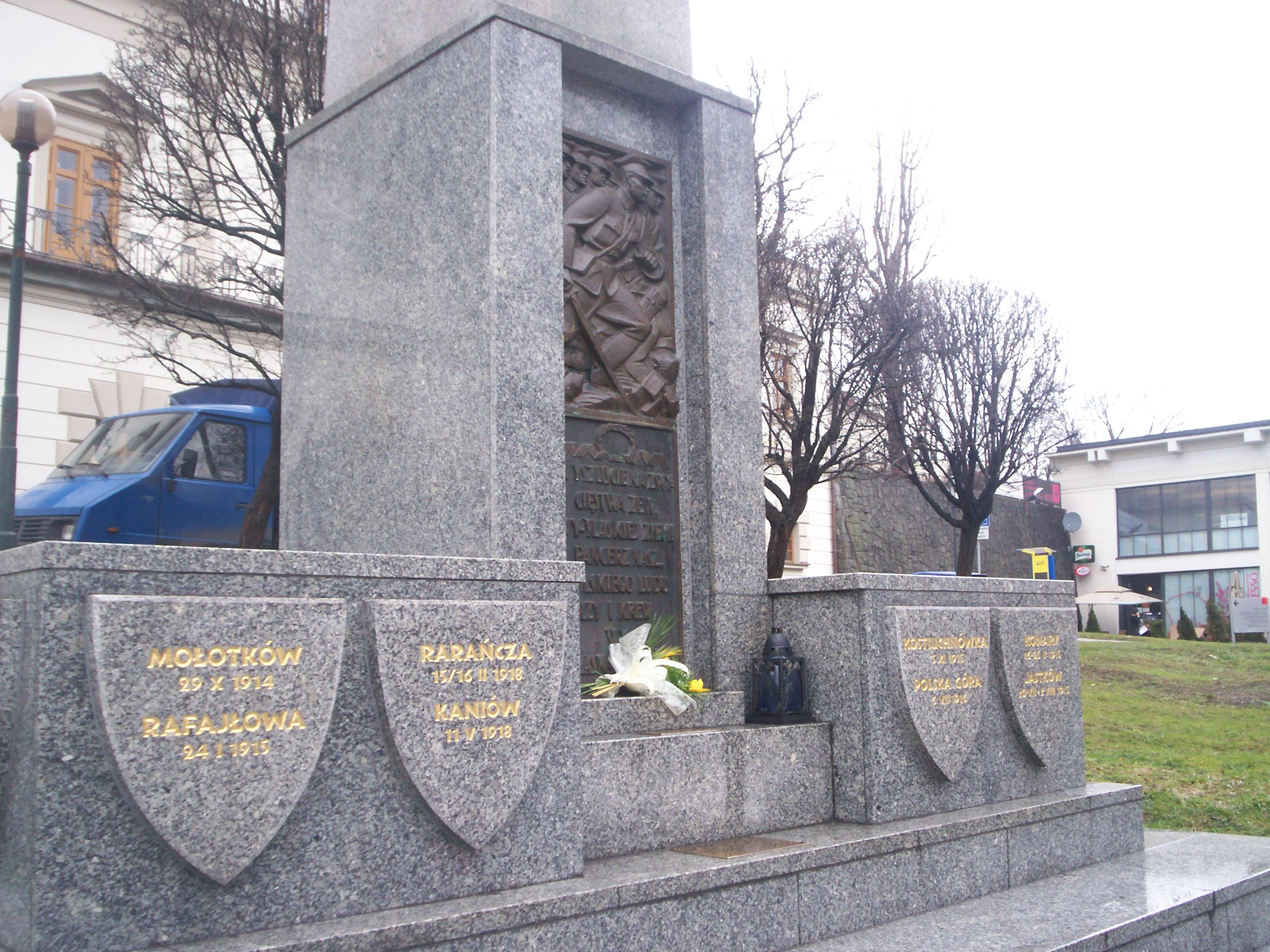
Tablice umieszczone u stóp cokołu
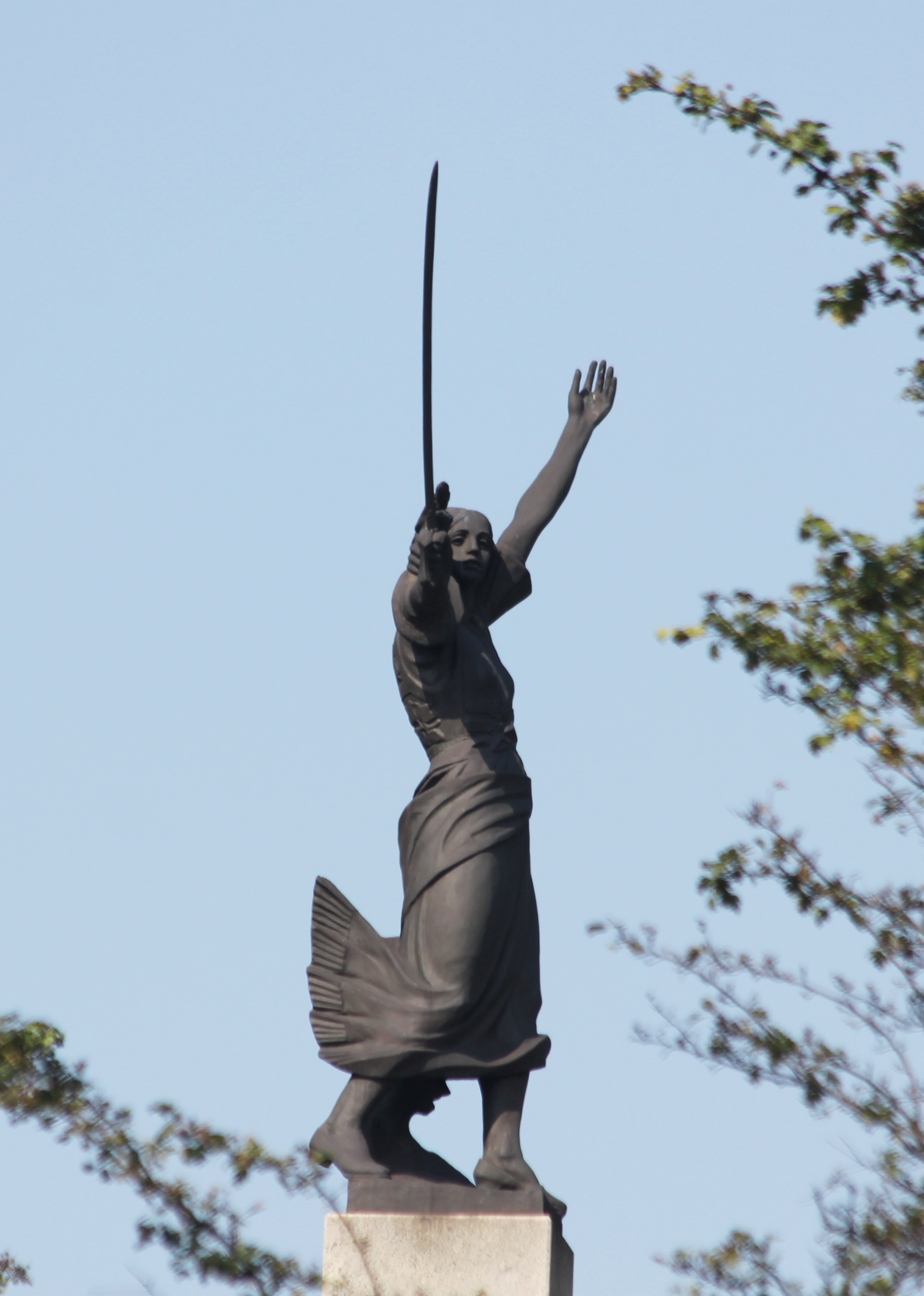
Ślązaczka na cokole. Widok od strony mostu granicznego z Czechami

## Historia

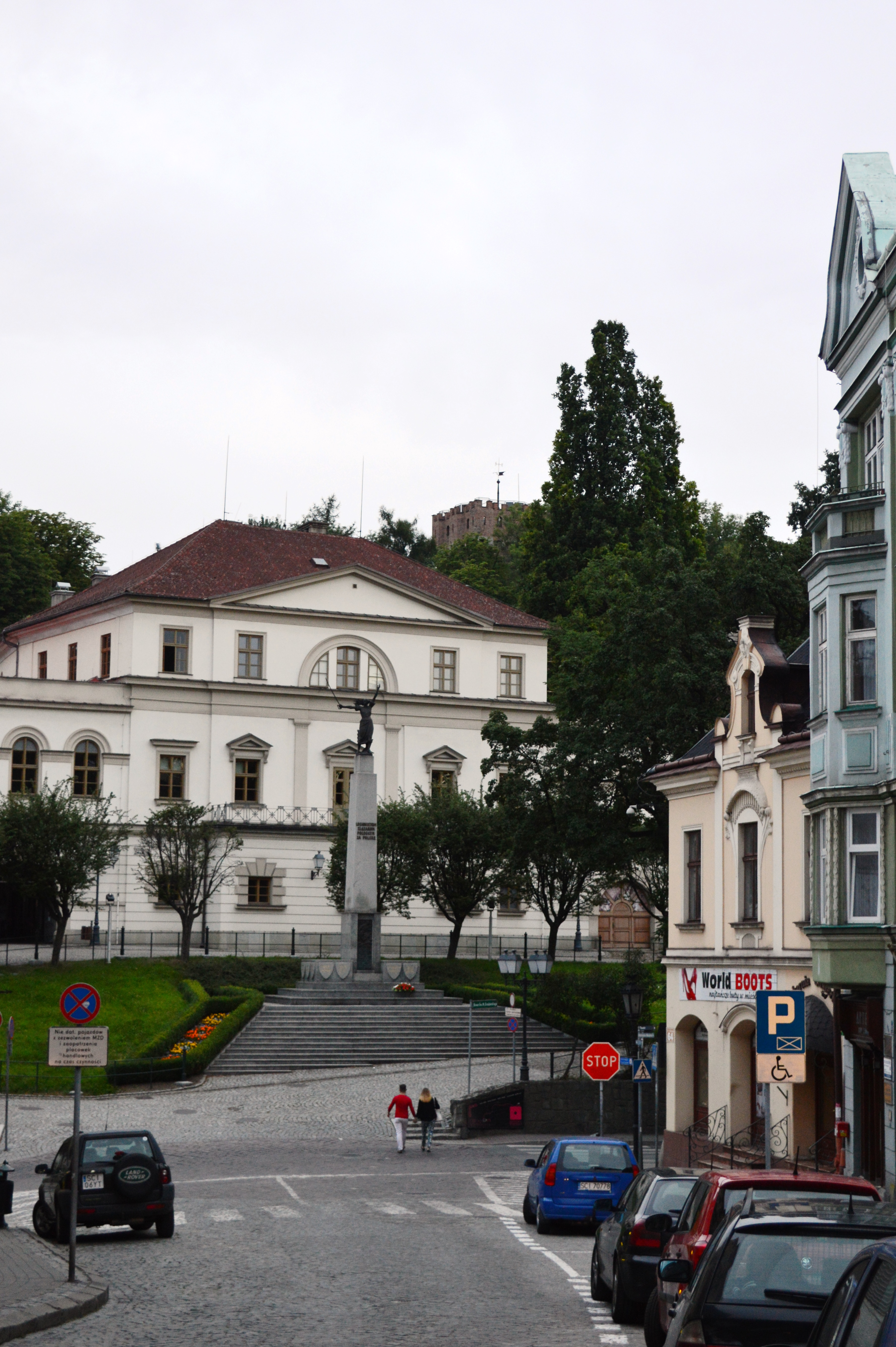
Perspektywa umiejscowienia pomnika w przestrzeni miejskiej od strony ul.Głębokiej

Pomnik został odsłonięty w dniu 28 października 1934 roku przez ówczesnego wojewodę śląskiego Michała Grażyńskiego. W uroczystościach wzięło udział około 15 tysięcy ludzi, w tym weterani Legionu śląskiego oraz przedstawiciele władz i organizacji niepodległościowych.
Po wybuchu II wojny światowej, już przed południem 1 września 1939 roku został on zburzony przez Niemców. Metalowe części pozostałe w wyniku tej dewastacji zostały uratowane przez cieszyńskich harcerzy i były przechowywane w prywatnych mieszkaniach. Po wejściu Armii Czerwonej na miejscu po pomniku legionów nowe komunistyczne władze zainstalowały „Pomnik wdzięczności Armii Czerwonej” wykorzystując do tego zachowane fragmenty przedwojennego monumentu. W 1989 roku pomnik dedykowany radzieckiej armii został zburzony, a przy okazji nastąpiła także kompletna rozbiórka pozostałości przedwojennego pomnika Cieszyńskiej Nike.
W dniu 22 marca 2003 roku w Cieszynie zawiązał się „Społeczny Komitet Odbudowy Pomnika” w składzie:
- przewodniczący Cichomski
- Władysław Macura
- cieszyński artysta-rzeźbiarz prof. Jan Herma
- Piotr Tomica

Komitet podjął się odtworzenia zniszczonej budowli na podstawie zachowanej dokumentacji i dzięki jego wysiłkom pomnik został zrekonstruowany według projektu prof. Jana Hermy. Odlew wykonały Gliwickie Zakłady Urządzeń Technicznych. Całość została odsłonięta dnia 7 czerwca 2008 roku, po 74 latach od pierwszego wybudowania i 69 latach od zniszczenia przez Niemców. Na cokole umieszczono napis „Legionistom Ślązakom poległym za Polskę”.

## Kontrowersje
12 października 2005 konsul generalny Czech w Katowicach zaprosił do cieszyńskiego ratusza przedstawicieli Społecznego Komitetu Odbudowy Pomnika starając się nakłonić ich do nie zamieszczania na postumencie kartuszy związanych z czeską aneksją Zaolzia w latach 1919–1920.